# Louis Tocqué
Louis Tocqué, né le 19 novembre 1696 à Paris où il est mort le 10 février 1772, est un portraitiste français.

## Biographie
Son père, peintre de portraits médiocre, destinait Tocqué à la même carrière que lui. Resté orphelin à l’âge de 10 ans, le jeune Louis fut recueilli par Nattier, qui lui fit faire des copies de portraits que l’on doit aux plus grands maîtres en ce genre.
Tocqué acquit ainsi une manière belle, large, et parvint à donner à ses copies la même perfection que les originaux. Adonné aux plaisirs, il se défit de ses copies pour s’y livrer plus facilement, et négligea pendant quelque temps ses études. Mais la réflexion l’ayant éclairé, il reprit ses travaux avec plus d’assiduité que jamais, et fit servir le produit de son travail à soutenir deux sœurs et un frère que son père, en mourant, avait laissés comme lui sans fortune.
Tocqué, qui avait également étudié chez Nicolas Bertin, artiste vanté en son temps, se fixa, comme son beau-père, au genre du portrait, tout en se gardant des fantaisies et de l’emphase de celui-ci, connu pour mélanger réalisme et fantaisies en insérant des personnages mythologiques dans ses œuvres, sauf qu’en 1742, il exposa une Mme Fumeron en Muse, en 1753, une Mme Boudrey « en Muse qui dessine », et le chanteur Jélyotte en Apollon au Salon de 1755. Son dessin, sa couleur et sa peinture a été donnée comme meilleure que celle de son maitre, car se tenant autrement proche de la vérité et de l’art. 
Sa réputation s’étendit bientôt, il acquit de la vogue, et fut estimé des plus habiles artistes de son temps, notamment de Musse et de Boucher auxquels le liait la conformité de caractère et dégoût pour les plaisirs.
Ses ouvrages, quoiqu'ils se distinguent par une touche franche, spirituelle, et par une belle marche de lumière, se ressentent du goût de son temps ; ses poses ont quelque chose de prétentieux et d’affecté qui donne à ses personnages un air théâtral et tout à fait opposé au naturel.

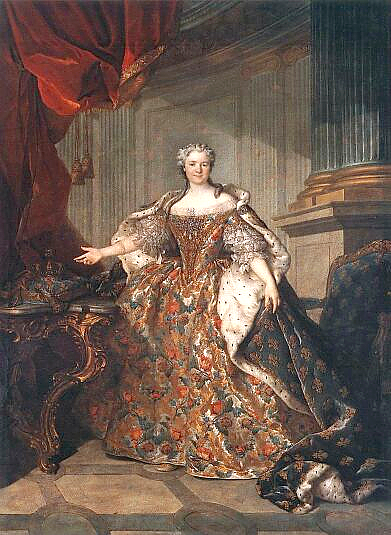
Portrait en pied de Marie Leczinska, 1740. Ce tableau, copié plusieurs fois, est conservé en plusieurs exemplaires se trouvant au Musée du Louvre (département des Peintures), au Musée des châteaux de Versailles et des Trianons, à L'Assemblée nationale, et au musée chinois du musée national du château de Fontainebleau.

Agréé à l’Académie en 1731, sur présentation de la Famille de Peirenc de Moras, il y fut reçu en même temps que Boucher, au commencement de 1734, avec des portraits en trois-quarts de Louis Galloche et de Jean-Baptiste Lemoyne (désormais au Louvre). Il eut à peindre, en 1739, le portrait du grand dauphin, l’an d’après celui de la reine Marie Leczinska (Paris, musée du Louvre). Le Portrait d’homme, inscrit au catalogue sous le n° 875, un second, numéroté 876, sont expressifs, riches en couleur d’une ferme exécution, d’une belle matière, et le Portrait présumé de Mme de Grafigny a les mêmes qualités avec plus de délicatesse dans le ton et le modelé du visage qui se voit de pleine face, encadré d’une mantille noire nouée sous le menton. Toutefois le portrait de Marie Leczinska est ici la pièce maîtresse du peintre, la reine en pied et debout, le corps un peu tourné à gauche, la tête de face, la main droite désignant la couronne royale posée sur une console dorée ; la robe est de satin blanc fleuri de pavots rouges, de feuillages verts et d’or. « D’une coloration souple et puissante qui n’exclue ni la force, ni la douceur, a un air de majesté aimable, d’autorité souriante qui fait de cette peinture, du plus incontestable mérite. »
Peintre de la haute bourgeoisie parisienne, Tocqué présente au Salon de 1743 parmi d'autres portraits, deux portraits de la même famille :  Pierre Simon Mirey (1702-1764), secrétaire du Roi, conservateur des hypothèques, en chasseur tenant un fusil et son beau-frère, Pierre Poan (1689-1765), conservateur des hypothèques en 1750, secrétaire du roi en 1751, appuyé sur le dos d'un fauteuil, (Chaalis, musée Jacquemart André). En 1744, il peint le portrait de la femme de ce dernier Marie-Louise Poan, née Mirey, et de leur fille.
Tocqué est à Versailles avec des portraits du marquis de Matignon, de Gresset en habit rouge, de Tournehem, du marquis de Marigny, l’un des plus beaux du groupe, des portraits en pied de Marie-Thérèse, infante d’Espagne, très pompeux, de l’impératrice Élisabeth de Russie, celui-là non terminé. Il est aussi en bonne posture à Dijon, à Orléans, à Nancy, et, avec le portrait de M. de Saint-Florentin, au musée de Marseille. De 1737 à 1759, Tocqué exposa à presque tous les Salons sans voir son succès fléchir. « M. Tocqué, dont les portraits ont une si grande réputation », écrit Grimm en 1753.
En 1757, la tsarine Elisabeth le fit venir à Saint-Pétersbourg pour avoir son portrait de sa main et lui faire faire quelques portraits, dont il fut généreusement payé. À son retour à Paris, il visita plusieurs des cours du Nord, laissant de ses ouvrages partout, et il fut reçu membre de toutes les Académies d’Europe. Passant par Copenhague où il passe sept mois, il peint les portraits en pied du roi, de la reine, des princes, des princesses de la famille royale. En juillet 1759, Wille note son retour dans son Journal (mai 1759-octobre 1793) : « Le 10, me vient voir M. Tocqué pour la première fois depuis son retour de Saint-Pétersbourg et de Danemarck, où il avait été appelé pour peindre les souverains de ces pays. Il en est fort content, étant revenu chargé de richesses, de présents et d’honneur ». Dix ans plus tard, Tocqué entreprit un nouveau voyage à Copenhague, qu’il accomplit comme le premier avec toutes sortes d’agréments.
Il avait épousé en 1747 Marie Pauline Catherine Nattier (1725-1775), fille aînée de Jean Marc Nattier (1685-1766), son maître, et de Marie Madeleine de la Roche. Lorsqu’il eut terminé ses voyages, il abandonna entièrement la peinture pour jouir tranquillement de la fortune que lui avaient procuré ses ouvrages.

## Œuvres
- Portrait de la Reine Marie Leczinska, vers 1725, Musée des Beaux-Arts et d'Archéologie Joseph-Déchelette, Roanne
- Portrait d'Ange-Laurent de La Live de Jully en chasseur, 1771, huile sur toile, 135 x 106 cm, collection particulière
- Portrait de Simon Mirey, Secrétaire du Roi, Conservateur des Hypothèques, 1743, huile sur toile, 136 x 125 cm, Musée de la Chasse et de la Nature, Paris.

### Galerie de portraits

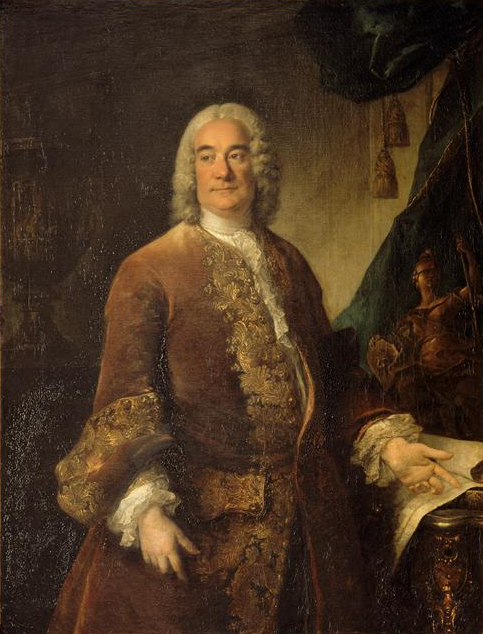
Portrait de Le Normant de Tornehem par Tocqué, huile sur toile, 134 × 104 cm, Versailles, Musée national du château et des Trianons.
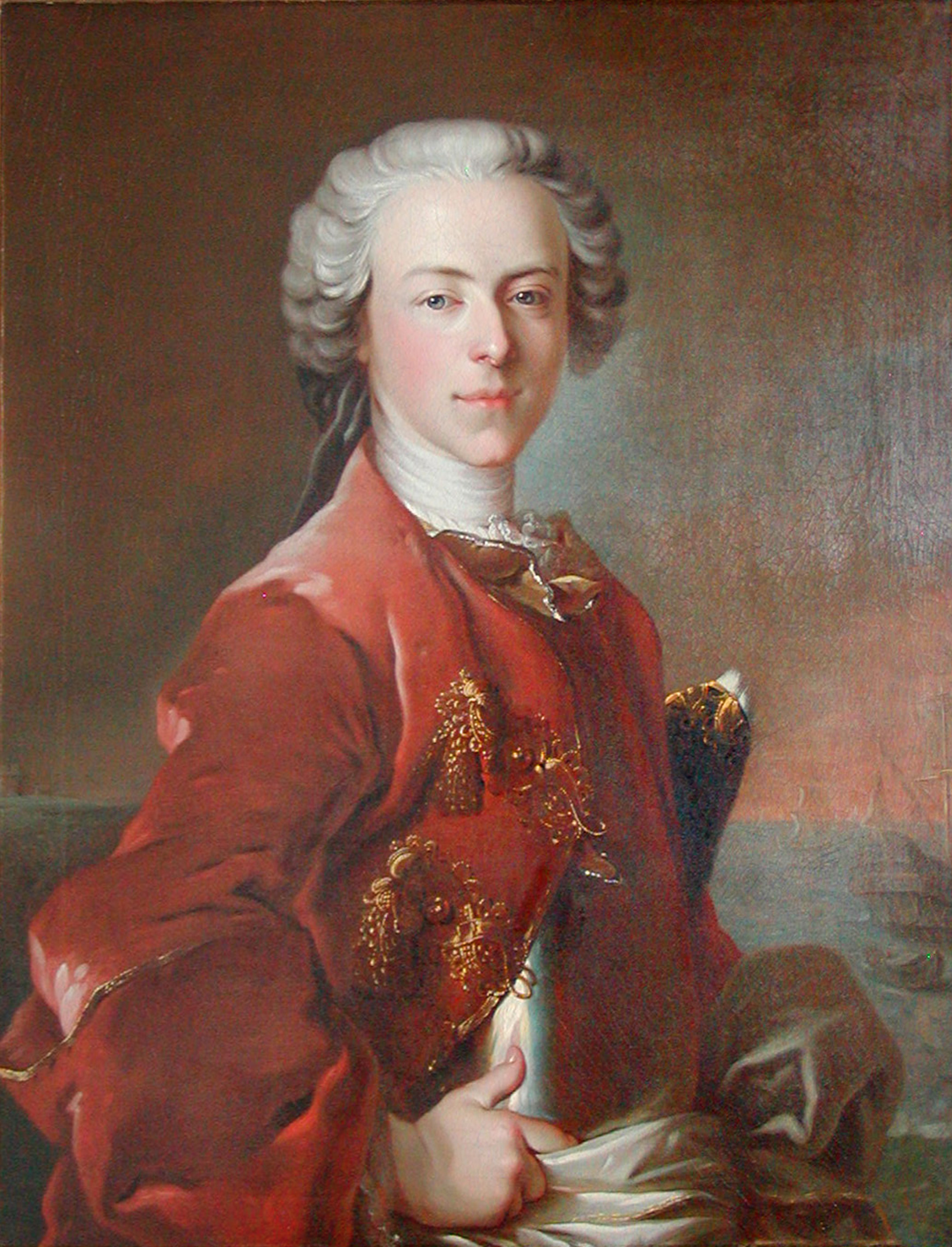
Portrait de Frederik de Løvenørn (1732), musée d'histoire du château de Frederiksborg
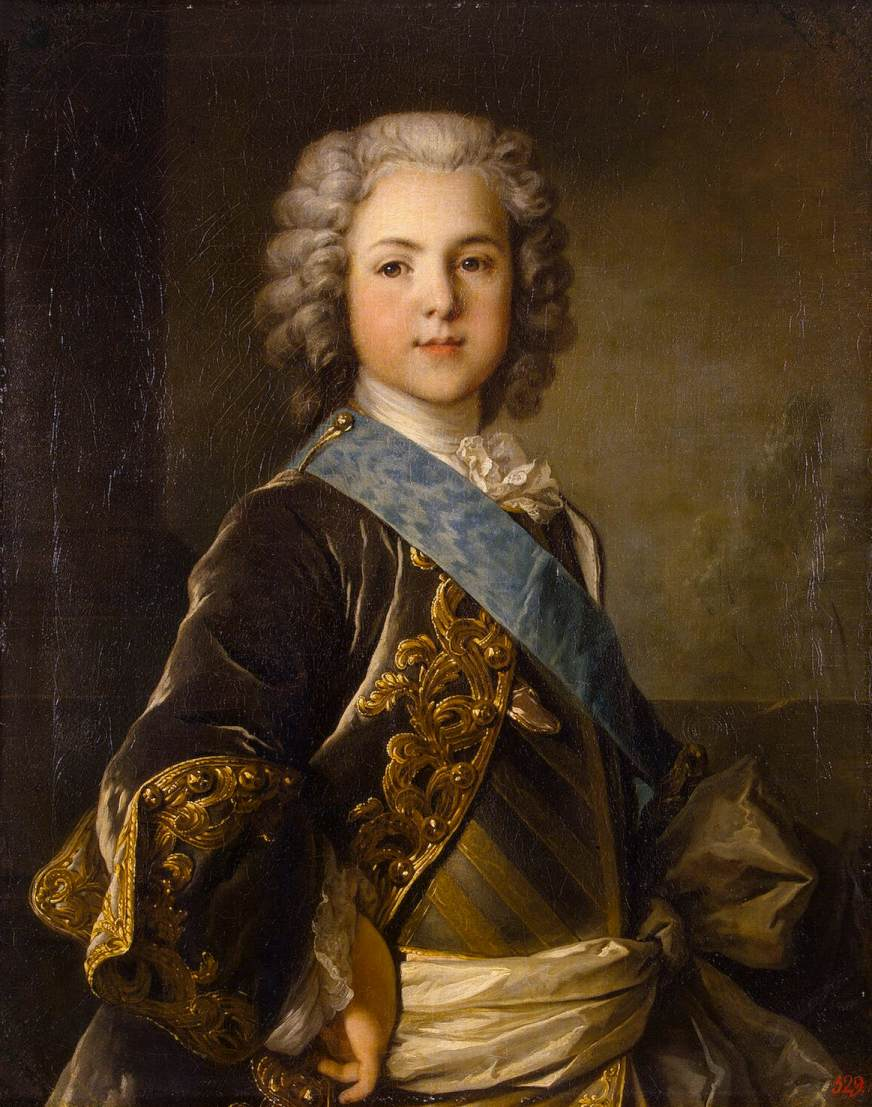
Portrait de Louis, grand dauphin de France (1739), musée de l'Ermitage
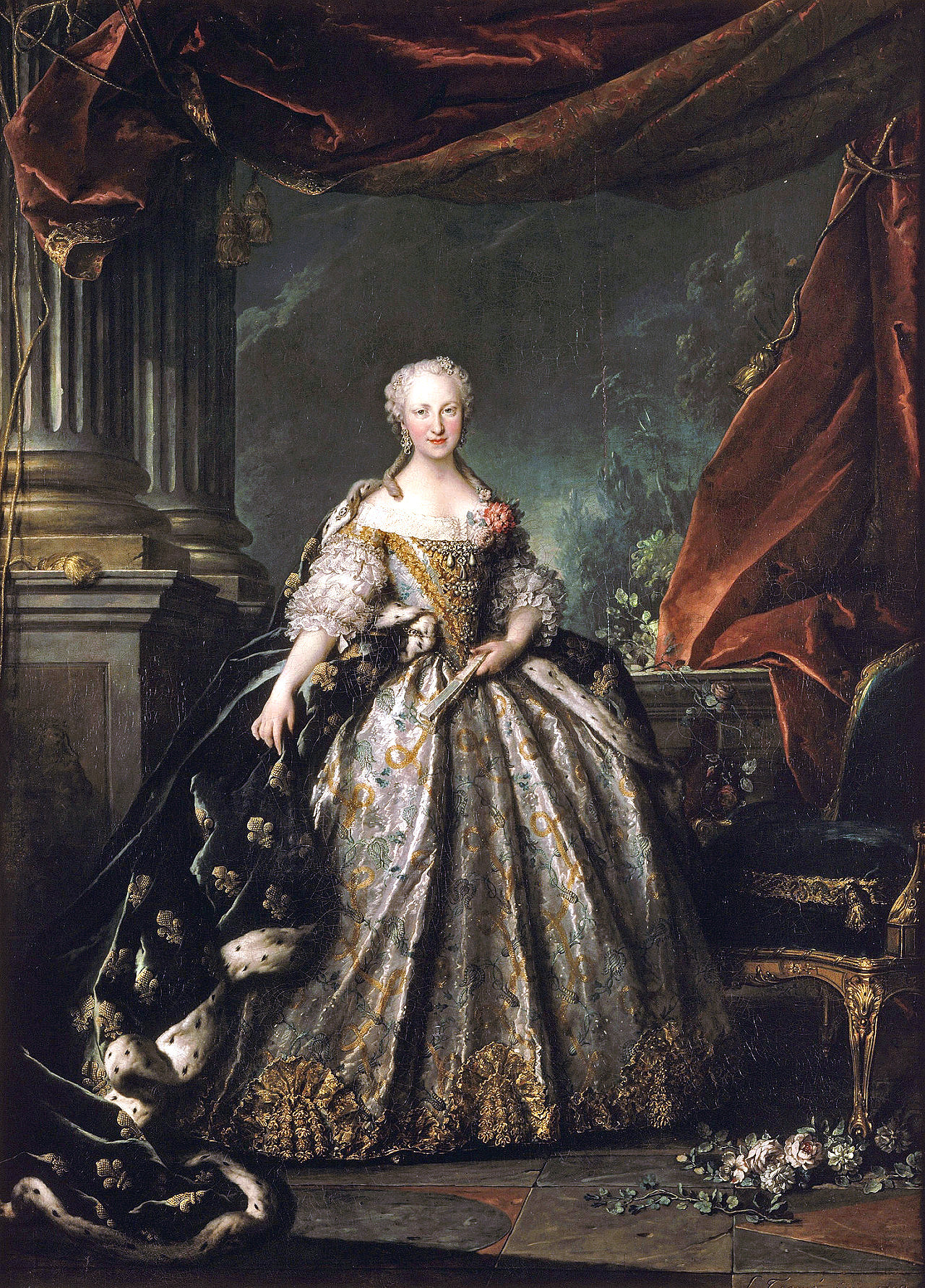
Portrait posthume de l'infante d'Espagne, grande dauphine de France (1748), château de Versailles
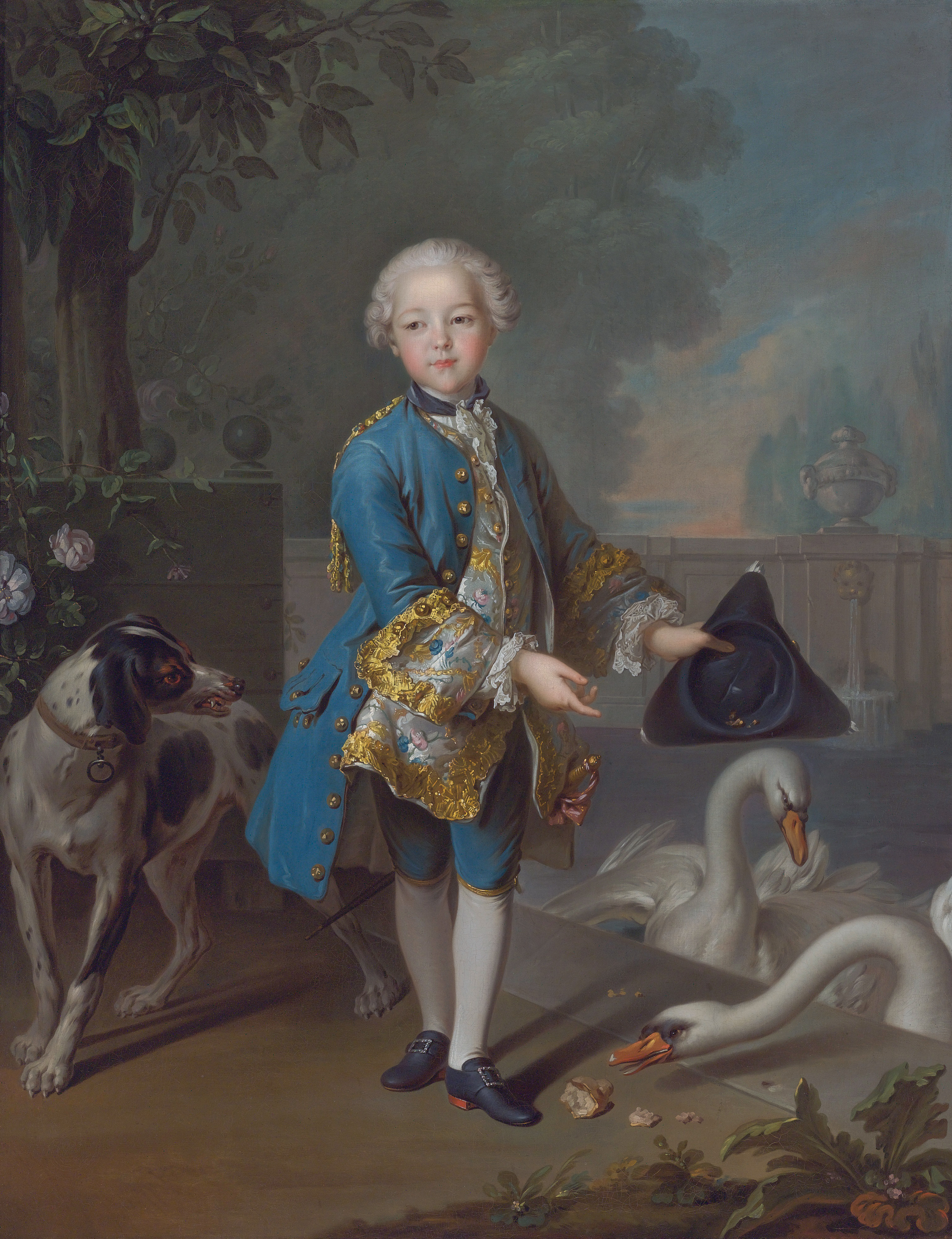
Portrait du jeune Louis-Philippe, futur duc d'Orléans, vers 1755
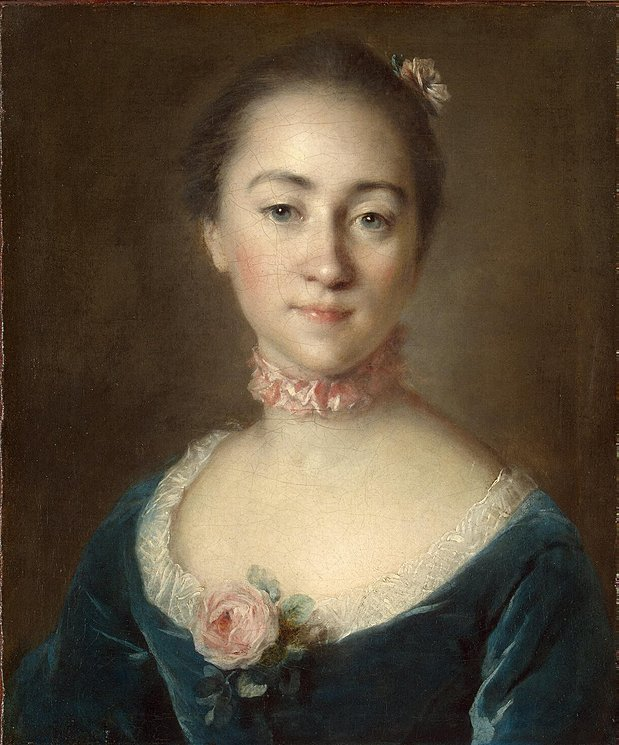
Portrait de la comtesse Catherine Golovkine, née Chouvalov (1757), musée de l'Ermitage
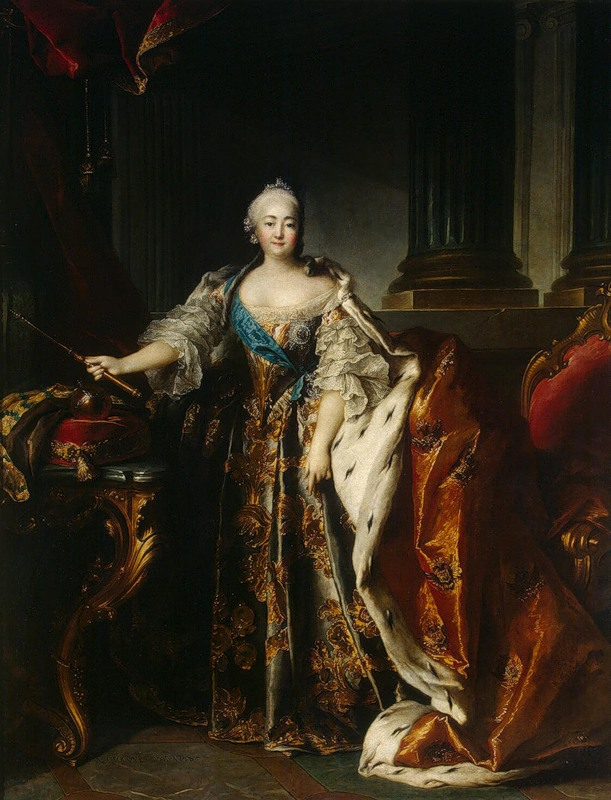
Portrait de l'Impératrice Élisabeth (1758), musée de l'Ermitage

### Dessins
- Portrait d'un peintre, vu à mi-corps, pierre noire et craie sur papier gris, H. 0,238 ; L. 0,181 m[2]. Paris, Beaux-Arts de Paris[3]. Attribué à Louis Tocqué par le comte Arnauld Doria dont l'hypothèse le rapproche stylistiquement du Portrait du Dauphin, fils de Louis XV, préparatoire au tableau réalisé en 1739. Même trait vigoureux cernant le contour des mains aux formes anguleuses, manière identique d'esquisser les yeux et la bouche par quelques petits traits.